# 小牧市総合運動場

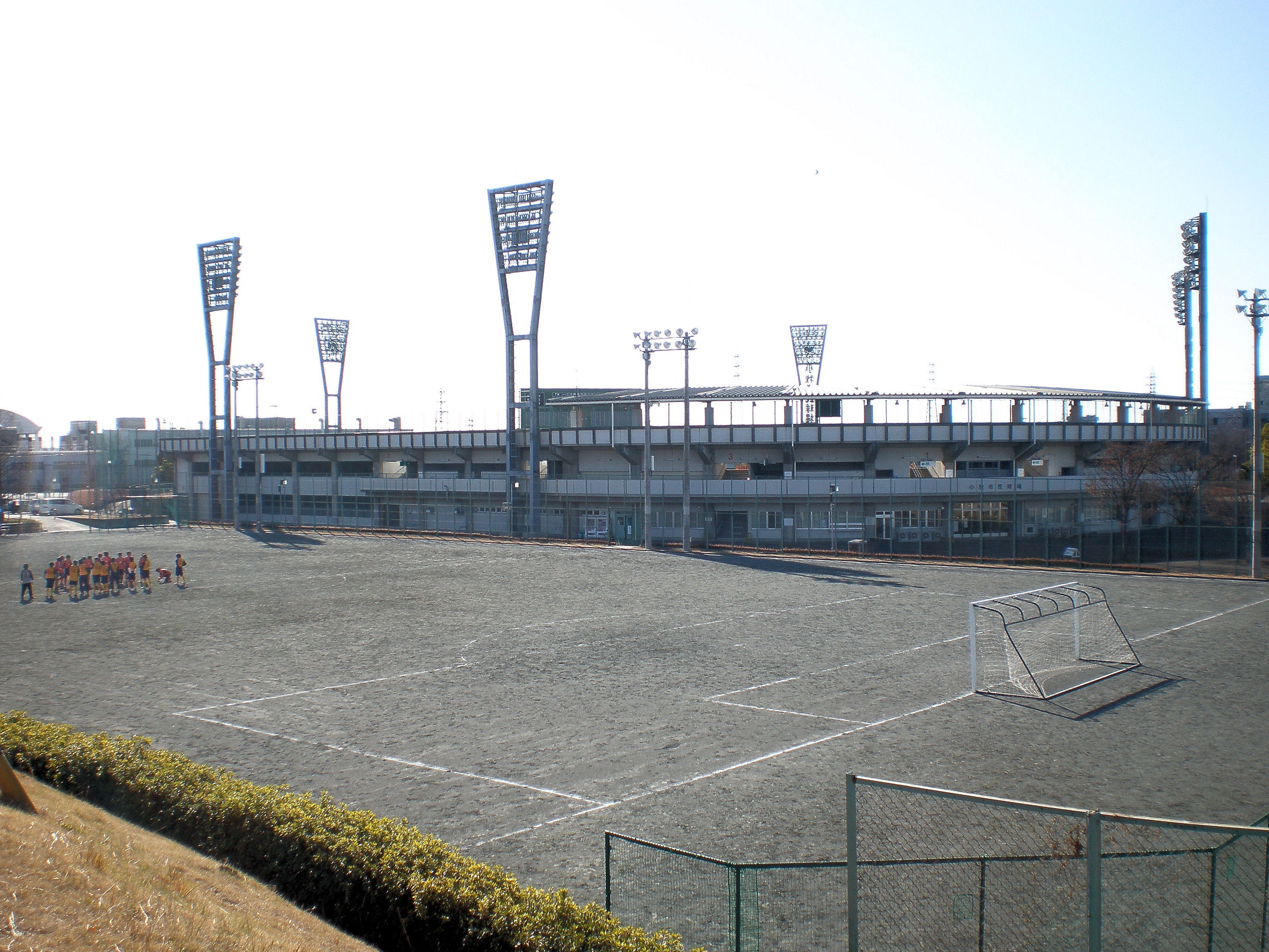
多目的運動場

小牧市総合運動場（こまきしそうごううんどうじょう）は、愛知県小牧市にあるスポーツ施設。

## 概要
本格的な野球場のほか、ソフトボール・サッカー・陸上競技などに使える多目的運動場がある。

## 年表
- 1988年（昭和63年）3月19日 - 野球場（小牧市民球場）が完成。

## 施設
- 野球場（小牧市民球場）
- 多目的運動場

## 備考
どちらの施設にも、夜間照明あり。

## 所在地
- 愛知県小牧市大字上末（おおあざ かみすえ）3450-303

## 交通機関
- こまき巡回バスの総合運動場前停留所下車。

## 周辺
- ホウトク
- 小牧市立陶小学校
- 中部職業能力開発促進センター